# Chigmit-hegység
A Chigmit-hegység az Aleut-hegylánc része Alaszkában, az Amerikai Egyesült Államokban.
A Chigmit-hegység a Cook Inlet nyugati oldalán húzódik, 200 km-re Anchorage-tól.
A két legközelebbi város Kenai és Homer.
Északon a Tordrillo-hegységgel, északnyugaton pedig a Neacola-hegységgel határos.
A Chigmit, mint az Aleut-hegylánc legtöbb tagja, vulkanikus. Két nevezetes tűzhányó tartozik a hegységhez: a Mount Redoubt és a Mount Iliamna. Mindkét hegy úgynevezett rétegvulkán.